# 努瓦耶-欧泽库尔
努瓦耶-欧泽库尔（法語：Noyers-Auzécourt，法語發音：[nwaje ozekuʁ]）是法国默兹省的一个市镇，属于巴勒迪克区。该市镇于1972年由原市镇努瓦耶（Noyers）和欧泽库尔（Auzécourt）合并而成。

## 地理
努瓦耶-欧泽库尔（48°53'5"N, 4°58'19"E）面积17.22 平方千米，位于法国大東部大區默兹省，该省份为法国西北部内陆省份，北与比利时接壤，西接马恩省和阿登省，南至上马恩省和孚日省，东临默尔特-摩泽尔省。
与努瓦耶-欧泽库尔接壤的市镇（或旧市镇、城区）包括：布拉邦勒鲁瓦、拉埃库尔、内唐库尔、索梅耶、维莱欧旺。

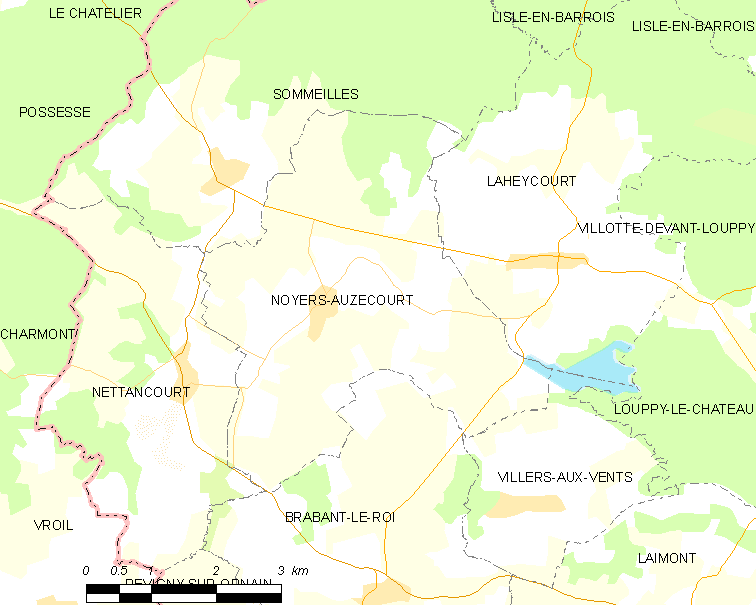
努瓦耶-欧泽库尔的OSM定位图

努瓦耶-欧泽库尔的时区为UTC+01:00、UTC+02:00（夏令时）。

## 行政
努瓦耶-欧泽库尔的邮政编码为55800，INSEE市镇编码为55388。

## 政治
努瓦耶-欧泽库尔所属的省级选区为奥尔南河畔勒维尼县。

## 人口

1962-2008年间努瓦耶-欧泽库尔人口变化图示

努瓦耶-欧泽库尔于2022年1月1日时的人口数量为274人。